# Get Up with It
Get Up with It är ett musikalbum av Miles Davis som lanserades som dubbel-LP 1974 på Columbia. Albumet består av inspelningar gjorda mellan 1970 och 1974 och det kan ses som en sammanfattning av all den musik Davis spelade in under de åren. Bland det stora antal musiker som medverkar på skivan kan nämnas John McLaughlin, Keith Jarrett, Herbie Hancock, Steve Grossman, Billy Cobham, James Mtume och Al Foster. Det kom sedan att dröja sex år innan Miles Davis släppte någon ny musik igen (om man bortser från utgivningar av äldre material) på albumet The Man with the Horn.

## Låtlista
Alla låtarna är komponerade av Miles Davis.
1. He Loved Him Madly – 32:05
2. Mayisha – 14:49
3. Honky Tonk – 5:54
4. Rated X – 6:49
5. Calypso Frelimo – 32:10
6. Red China Blues – 4:10
7. Mtume – 15:12
8. Billy Preston – 12:35

## Medverkande
- Miles Davis – trumpet, elpiano, orgel
- Sonny Fortune –flöjt (spår 2, 7)
- David Liebman – flöjt, altflöjt (spår 1, 5)
- Carlos Garnett – sopransax (spår 8)
- John Stubblefield – sopransax (spår 5)
- Steve Grossman – sopransax (spår 3)
- Wally Chambers – munspel (spår 6)
- Cornell Dupree – gitarr (spår 6)
- Dominique Gaumont – gitarr (spår 1, 2)
- Pete Cosey – gitarr (spår 1, 2, 5, 7)
- Reggie Lucas – gitarr (spår 1, 2, 4, 5, 7, 8)
- Khalil Balakrishna – elsitar (spår 4, 8)
- Badal Roy – tabla (spår 4, 8)
- Herbie Hancock – clavinet (spår 3)
- Cedric Lawson – elpiano (spår 4, 8)
- Keith Jarrett – elpiano (spår 3)
- Michael Henderson – elbas
- Al Foster – trummor (spår 1, 2, 4–8)
- Bernard Purdie – trummor (spår 6)
- Billy Cobham – trummor (spår 4)
- Airto Moreira – slagverk (spår 3)
- James Mtume – slagverk (spår 1, 2, 4–8)

## Listplaceringar
- Billboard 200, USA: #141[2]
- Billboard Jazz Albums: #8